# Лампсак
Лампсак (грч. Λαμψακος) је древни и средњовековни град основан средином 7. века п. н. е. у Мизији, на обалама Дарданела. Тренутно, град Лапсеки (Турска), са популацијом од 11,6 хиљада (2015).

## Историја
Лампсак је био познат по култу божанства Пријапа, кога је, према легенди, овде родила Афродита. Околина града је била позната по својим прекрасним виноградима. У 4. веку п. н. е. градом је владао тиранин Хипоклас. Његов син Аиантид се оженио Архедиком, кћерком Хипије, атинског тиранина. 
Лампсак је након тога припао персијском цару Артаксерксу I 376. п. н. е. Њега наслеђује тиранин Фалиск, а око 355. п. н. е. тиранин Астинак, па тиранин Харес. Након тога град град осваја Мемнон са Родоса.
Од 479. п. н. е. године је у саставу Делског савеза. У периоду од 4. до 3. века п. н. е. град је ковао свој златник. Све ово указује на то да је Лампсак био један од најбогатијих градова у региону.
Анаксагора је након што је протеран из Атине, дошау у Лампсак и у њему умро 428. п. н. е., окружен поштовањем његових грађана. Након смрти филозофа, у граду су се одржавали годишње фестивали њему у спомен. 
Према Цицерону, то је био један од најпознатијих градова међу провинцијама Азије.
Године 364. одржан је Сабор у Лампсаку против Аријеваца. Године 1235. овде је одржан Свеправославни сабор.
Године 1416., између Лампсака и Галиполија, млетачка флота је извојевала поморску победу над Турцима..

## Познати грађани Лампсака
- Стратон из Лампсака — филозоф и физичар.
- Метродор из Лампсаке (старији) — пре-сократски филозоф.
- Метродор из Лампсаке (млађи) — епикурски филозоф, један од четири главна представника епикурејства.
- Идоменеи Лампсакски — пријатељ и ученик Епикура, епикурејски филозоф и историчар.
- Харон из Лампсака — историчар.
- Анаксимен Лампсакски (око 390—320) — реторик и историчар.
- Полиен из Лампсака математичар, пријатељ Епикура.
- Партеније Лампсакски